# 虎豹別墅 (福建)

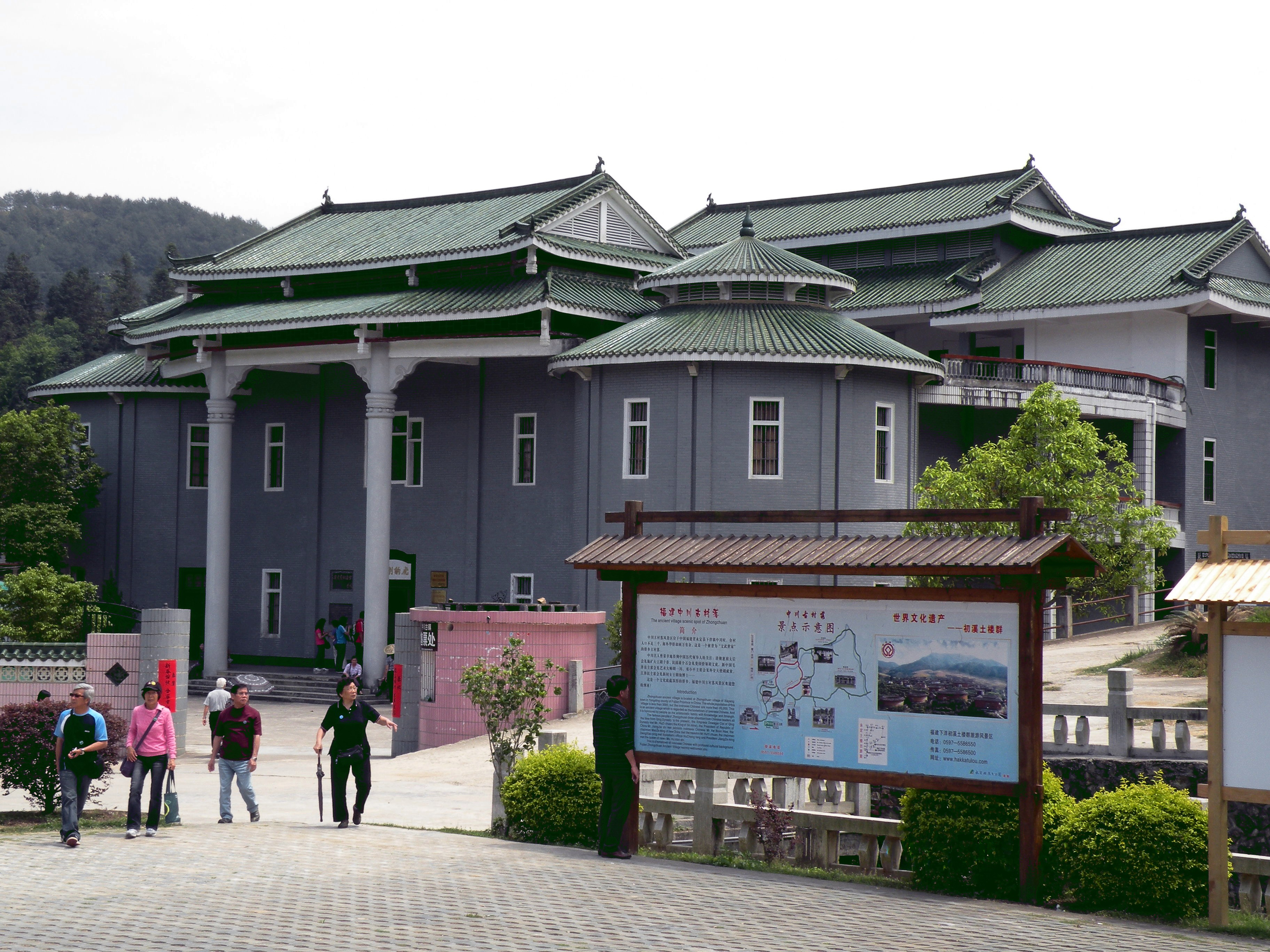
中國福建省虎豹別墅

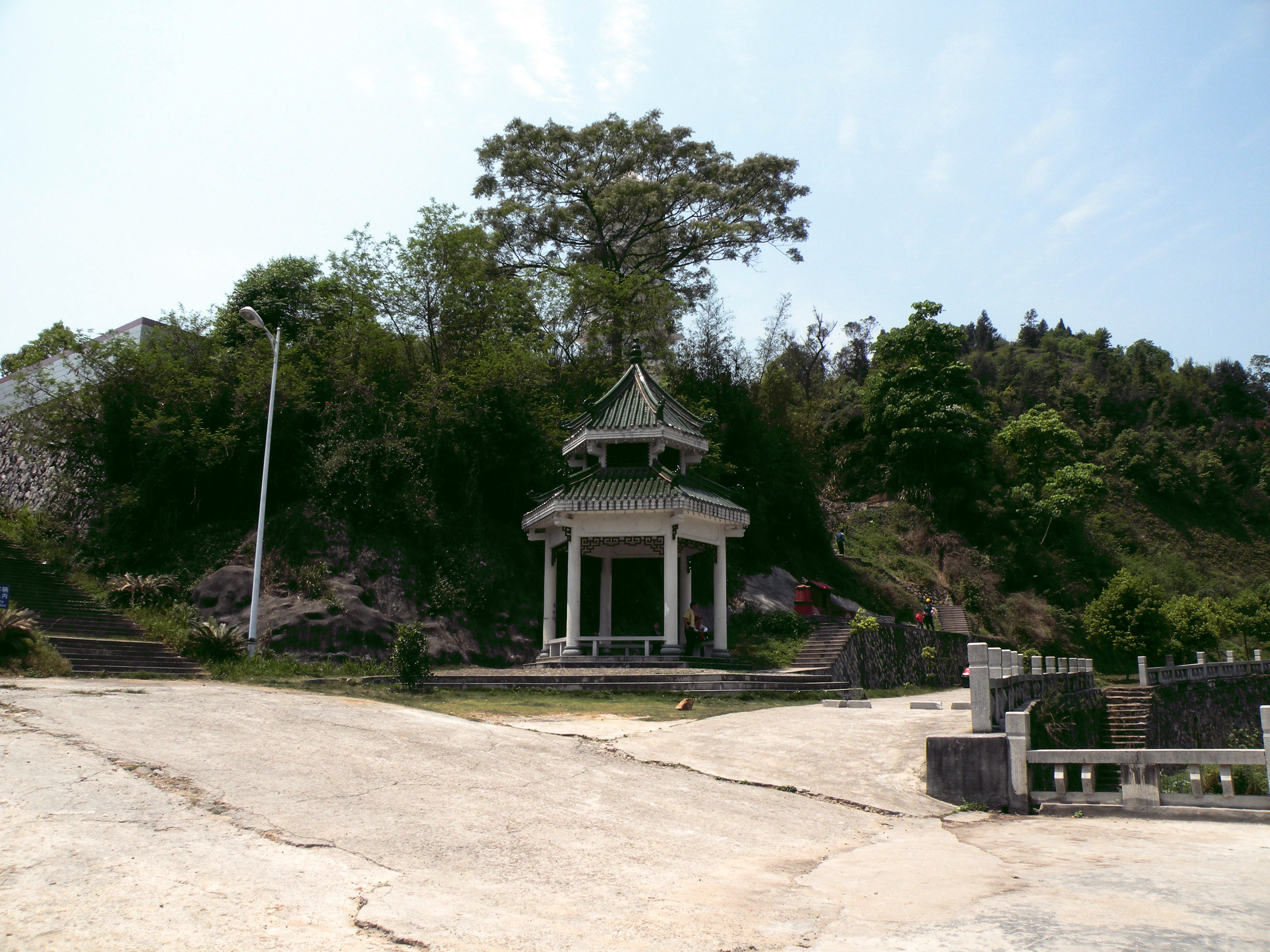
福建省虎豹別墅的涼亭

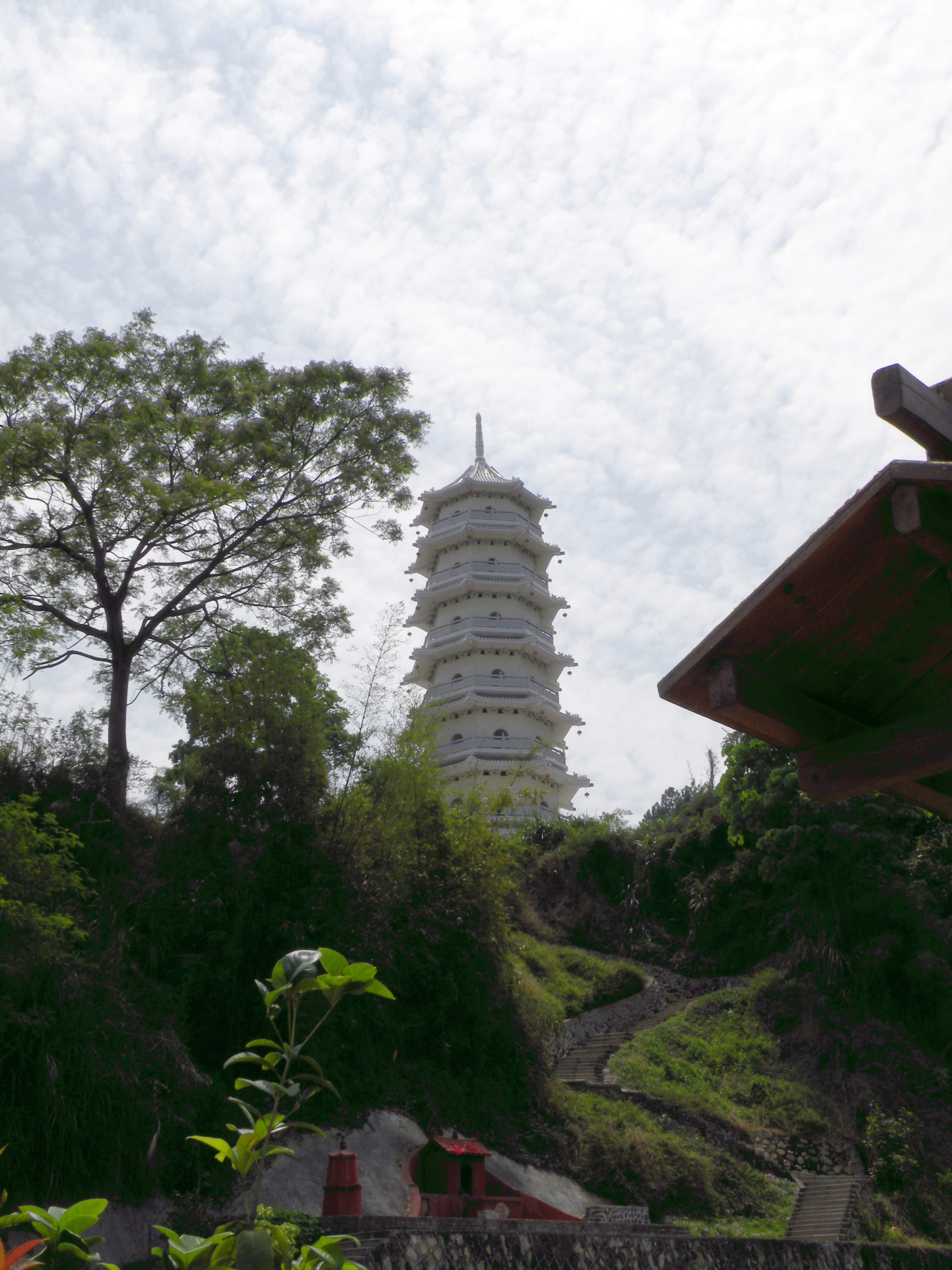
福建省虎豹別墅的虎塔

中國福建省的虎豹別墅，位於福建省永定縣之下洋鎮的中川村，屬於世界上第三座虎豹別墅。

## 歷史
在1946年的冬季， 胡文虎先生耗資34萬港幣建造第三座虎豹別墅，佔地2,730平方米，在1949年時仍未完成，並且因政治問題而停工，因此他本人從來沒有在這裡住過。最後，在1994年9月18日，經胡氏後人注資港幣220萬才能完成，並交永定縣政府管理，及由當時的李鵬總理題辭，成為：「虎豹別墅胡文虎紀念館」。
它是以紅磚、木材及混凝土結構的方形房舍，前方兩層、後方三層。周邊山嶺的楓樹叢林，春季時漫山翠綠，秋季時層林紅遍。在1991年3月11日，被褔建省人民政府列為第三批省級文物保護單位。
大門牌樓向外一側橫板題有「胡文虎紀念館」。向內（別墅）一側橫板題為「虎肑別墅」，從外至內的立柱有兩副對聯：「勛業起南天辦報興醫XX蒼生名四海；丹心懷故土輸財抗日功昭赤縣欽群僑」；「虎躍龍騰才濟世；豹姿風彩地鐘靈。」

## 基本資料
- 入場費：免費